# Anke Wischmann
Anke Wischmann (* 1980) ist eine deutsche Erziehungswissenschaftlerin. Sie ist seit 2020 Professorin für Erziehungswissenschaft mit dem Schwerpunkt Empirische Bildungsforschung an der Europa-Universität Flensburg.

## Leben
Sie erwarb 2006 das Diplom Erziehungswissenschaft, 2010 die Promotion mit einer Arbeit zum Thema Bildungsprozesse benachteiligter Jugendlicher. Von 2006 bis 2010 war sie wissenschaftliche Mitarbeiterin an der Universität Hamburg. 2010 bis 2011 arbeitete sie als Postdoktorandin an der Carl von Ossietzki Universität Oldenburg, dann in derselben Position von 2011 bis 2016 an der Leuphana Universität Lüneburg. Es folgten Professurvertretungen an der Universität Hamburg und der Europa-Universität Flensburg. Im Jahr 2017 habilitierte sie mit der Arbeit Venia legendi „Erziehungswissenschaft“. Seit 2020 ist sie Professorin für Erziehungswissenschaft mit dem Schwerpunkt Empirische Bildungsforschung an der Europa-Universität Flensburg.
Ihre Arbeitsschwerpunkte sind qualitative Bildungs- und Biografieforschung, Erziehungswissenschaftliche Jugendforschung, Bildung und Ungleichheit sowie intersektionale und rassismuskritische Perspektiven auf Bildung und Erziehung.
Anke Wischmann ist Mitherausgeberin des Jahrbuchs für Pädagogik.

## Schriften (Auswahl)
- Adoleszenz – Bildung – Anerkennung. Adoleszente Bildungsprozesse im Kontext sozialer Benachteiligung. Wiesbaden 2010, ISBN 978-3-531-17701-4.
- Dimensionen des Lernens und der Bildung. Konturen einer kritischen Lern- und Bildungsforschung entlang einer Reflexion des Informellen. Basel 2017, ISBN 3-7799-3481-7.
- Pädagogik in Zeiten von Krieg und Terror. Jahrbuch für Pädagogik. Gemeinsam mit David Salomon und Jürgen Matthias Springer. Frankfurt am Main 2017.